# Club Brugge w sezonie 2007/2008
Club Brugge w sezonie 2007/2008 – klub ten grał w rozgrywkach klubowych w Belgii i w Europie.
Club Brugge zakończył ten sezon jako trzeci zespół w Eerste klasse. W Pucharze Belgii odpadł w 1/8 finału. Brał udział w eliminacjach do Ligi Europy.

## Mecze w sezonie
| Mecz                              | Rozgrywki          | Wynik               |
| --------------------------------- | ------------------ | ------------------- |
| SK Eernegem – Club Brugge         | Mecz towarzyski    | 0-4 (0-1)           |
| KVV Coxyde – Club Brugge          | Mecz towarzyski    | 1-3 (0-1)           |
| KV Oostende – Club Brugge         | Mecz towarzyski    | 0-3 (0-1)           |
| KM Torhout – Club Brugge          | Mecz towarzyski    | 1-0 (0-0)           |
| KSV Diksmuide – Club Brugge       | Mecz towarzyski    | 1-3 (0-2)           |
| FCV Dender EH – Club Brugge       | Mecz towarzyski    | 0-3 (0-0)           |
| AS Cannes – Club Brugge           | Mecz towarzyski    | 2-3 (1-2)           |
| Stade Rennais – Club Brugge       | Mecz towarzyski    | 1-0 (0-0)           |
| Club Brugge – Real Valladolid     | Bruges Matins      | 2-2 (1-1), pen. 5-4 |
| Sporting Lokeren – Club Brugge    | Mecz towarzyski    | 1-0 (1-0)           |
| RSC Anderlecht – Club Brugge      | Superpuchar        | 3-1 (2-0)           |
| AEK Ateny – Club Brugge           | Mecz towarzyski    | 2-0 (1-0)           |
| Bilzen VV – Club Brugge           | Mecz towarzyski    | 0-3 (-)             |
| Club Brugge – RAEC Mons           | Liga krajowa       | 2-1 (1-1)           |
| Torino FC – Club Brugge           | Mecz towarzyski    | 2-1 (0-1)           |
| Germinal Beerschot – Club Brugge  | Liga krajowa       | 0-1 (0-0)           |
| Club Brugge – Sint-Truidense VV   | Liga krajowa       | 3-2 (1-2)           |
| KV Mechelen – Club Brugge         | Liga krajowa       | 1-1 (0-1)           |
| Standard Liège – Club Brugge      | Liga krajowa       | 2-1 (0-0)           |
| Club Brugge – Belgia              | Mecz towarzyski    | 1-4 (1-2)           |
| Club Brugge – Sporting Lokeren    | Liga krajowa       | 1-1 (0-0)           |
| SK Brann Bergen – Club Brugge     | Liga mistrzów UEFA | 0-1 (0-0)           |
| Sporting Charleroi – Club Brugge  | Liga krajowa       | 1-1 (0-0)           |
| Club Brugge – Excelsior Moeskroen | Liga krajowa       | 1-0 (0-0)           |
| Club Brugge – SK Brann Bergen     | Liga mistrzów UEFA | 1-2 (0-2)           |
| FC Brussels – Club Brugge         | Liga krajowa       | 1-3 (0-3)           |
| Club Brugge – FCV Dender EH       | Liga krajowa       | 2-0 (0-0)           |
| KRC Genk – Club Brugge            | Liga krajowa       | 1-2 (0-1)           |
| KV Oostende – Club Brugge         | Mecz towarzyski    | 2-0 (0-0)           |
| Club Brugge – SV Zulte Waregem    | Liga krajowa       | 1-0 (1-0)           |
| Cercle Brugge – Club Brugge       | Liga krajowa       | 1-2 (1-1)           |
| Club Brugge – OSC Lille           | Oefenmatch         | 1-3 (1-0)           |
| Club Brugge – R. Francs Borains   | Puchar Belgii      | 4-2 (1-2)           |
| Club Brugge – AA Gent             | Liga krajowa       | 0-0                 |
| KSV Roeselare – Club Brugge       | Liga krajowa       | 1-2 (1-0)           |
| Club Brugge – RSC Anderlecht      | Liga krajowa       | 1-0 (0-0)           |
| Antalyaspor – Club Brugge         | Mecz towarzyski    | 4-1 (2-1)           |
| Galatasaray SK – Club Brugge      | Mecz towarzyski    | 0-0                 |
| Cercle Brugge – Club Brugge       | Puchar Belgii      | 1-0 (0-0)           |
| RAEC Mons – Club Brugge           | Liga krajowa       | 0-1 (0-0)           |
| KVC Westerlo – Club Brugge        | Liga krajowa       | 0-0                 |
| Club Brugge – Germinal Beerschot  | Liga krajowa       | 3-0 (0-0)           |
| Sint-Truidense VV – Club Brugge   | Liga krajowa       | 1-1 (0-0)           |
| Club Brugge – KV Mechelen         | Liga krajowa       | 2-0 (1-0)           |
| Club Brugge – Standard Liège      | Liga krajowa       | 1-2 (0-0)           |
| Sporting Lokeren – Club Brugge    | Liga krajowa       | 0-1 (0-0)           |
| Club Brugge – Sporting Charleroi  | Liga krajowa       | 0-2 (0-0)           |
| Excelsior Moeskroen – Club Brugge | Liga krajowa       | 2-0 (1-0)           |
| Club Brugge – FC Brussels         | Liga krajowa       | 1-0 (0-0)           |
| FCV Dender EH – Club Brugge       | Liga krajowa       | 1-0 (0-0)           |
| Club Brugge – KRC Genk            | Liga krajowa       | 2-6 (1-4)           |
| SV Zulte Waregem – Club Brugge    | Liga krajowa       | 2-3 (0-2)           |
| Club Brugge – Cercle Brugge       | Liga krajowa       | 1-0 (0-0)           |
| AA Gent – Club Brugge             | Liga krajowa       | 0-0                 |
| Club Brugge – KSV Roeselare       | Liga krajowa       | 1-0 (1-0)           |
| RSC Anderlecht – Club Brugge      | Liga krajowa       | 2-0 (2-0)           |
| Club Brugge – KVC Westerlo        | Liga krajowa       | 4-0 (2-0)           |